# Kosala
Kosala fue un antiguo reino del norte de la India.
Sus belicosas tribus eran descendientes de Mathavia Videgha.
- कोसल  (y más tarde कोशल) en escritura devánagari.
- kosala (y más tarde kośala), en el sistema IAST de transliteración sánscrita.
- se pronuncia kosala (y más tarde koshala).

Correspondía a la histórica región de Oudh (lo que hoy es el sur del estado de Uttar Pradesh)
y se extendía hasta el actual Nepal. En el siglo VI a. C. creció para convertirse en uno de los pueblos dominantes del norte de la India. Buda nació en esta zona.
En la región Kosala había tres grandes ciudades: 
- Aiodhia (según los Puranás, Aiodhia era la capital de Kosala durante el reinado de Ikswakú y de sus descendientes).[3]
- Saket
- Shravasti (capital de Kosala durante más de un milenio, entre el siglo VI a. C. y el siglo VI d. C.

y una serie de ciudades de menor importancia: 
- Dandakappa
- Nalakapana
- Pankadha[4]
- Setavya
- Ukattha[5]

Según los textos budistas Anguttara nikaia y el texto yainista Bhagavati sutra, Kosala fue uno de los solasa maja-yana-padas (‘dieciséis reinos poderosos’) en el siglo VI a. C..
Sin embargo, más tarde fue debilitado por una serie de guerras con el vecino reino de Magadha y finalmente conquistado en el año 490 a. C. Magadha pasó a ser conocido como Kosala del Norte para distinguirse del reino mayor del sur llamado Kosala del Sur, o simplemente Kosala.